# Parafia św. Wawrzyńca w Bobrownikach
Parafia św. Wawrzyńca w Bobrownikach – parafia rzymskokatolicka w Bobrownikach. Należy do dekanatu sączowskiego w diecezji sosnowieckiej w metropolii częstochowskiej.

## Historia

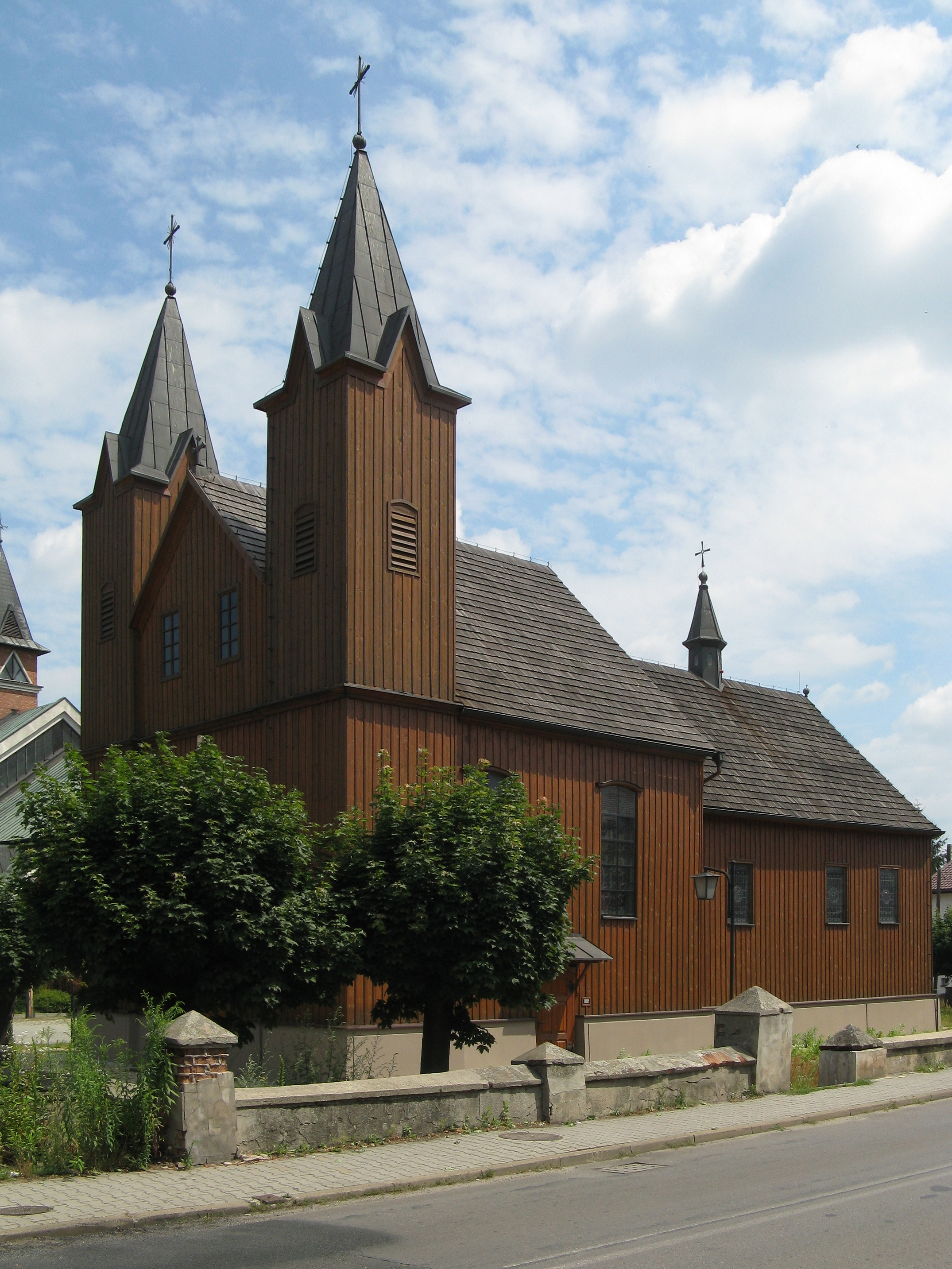
Stary kościół parafialny (2018)

Od pierwszej połowy XII wieku Bobrowniki należały do parafii św. Małgorzaty w Bytomiu. W roku 1277 wchodziły w skład parafii Świętych Apostołów Piotra i Pawła w Kamieniu, zaś od 1821 r. – parafii Wszystkich Świętych w Siemoni, wraz z Żychcicami. 
W 1819 r. mieszkańcy Bobrownik i Żychcic podjęli starania o utworzenie parafii w Bobrownikach przy kościele św. Wawrzyńca. Parafię erygowano w 1904 r. Dokonał tego ordynariusz diecezji kieleckiej, ks. biskup Augustyn Łoziński. W skład parafii włączono także kolonię Namiarki oraz wieś Żychcice wraz z kolonią Wygoda. 4 maja 1909 r. Żychcice z kolonią Wygoda przeniesiono do erygowanej wówczas parafii życheckiej.
W 1925 parafię Bobrowniki włączono do diecezji częstochowskiej, zaś w 1992 – do nowo utworzonej diecezji sosnowieckiej.